# Arribes

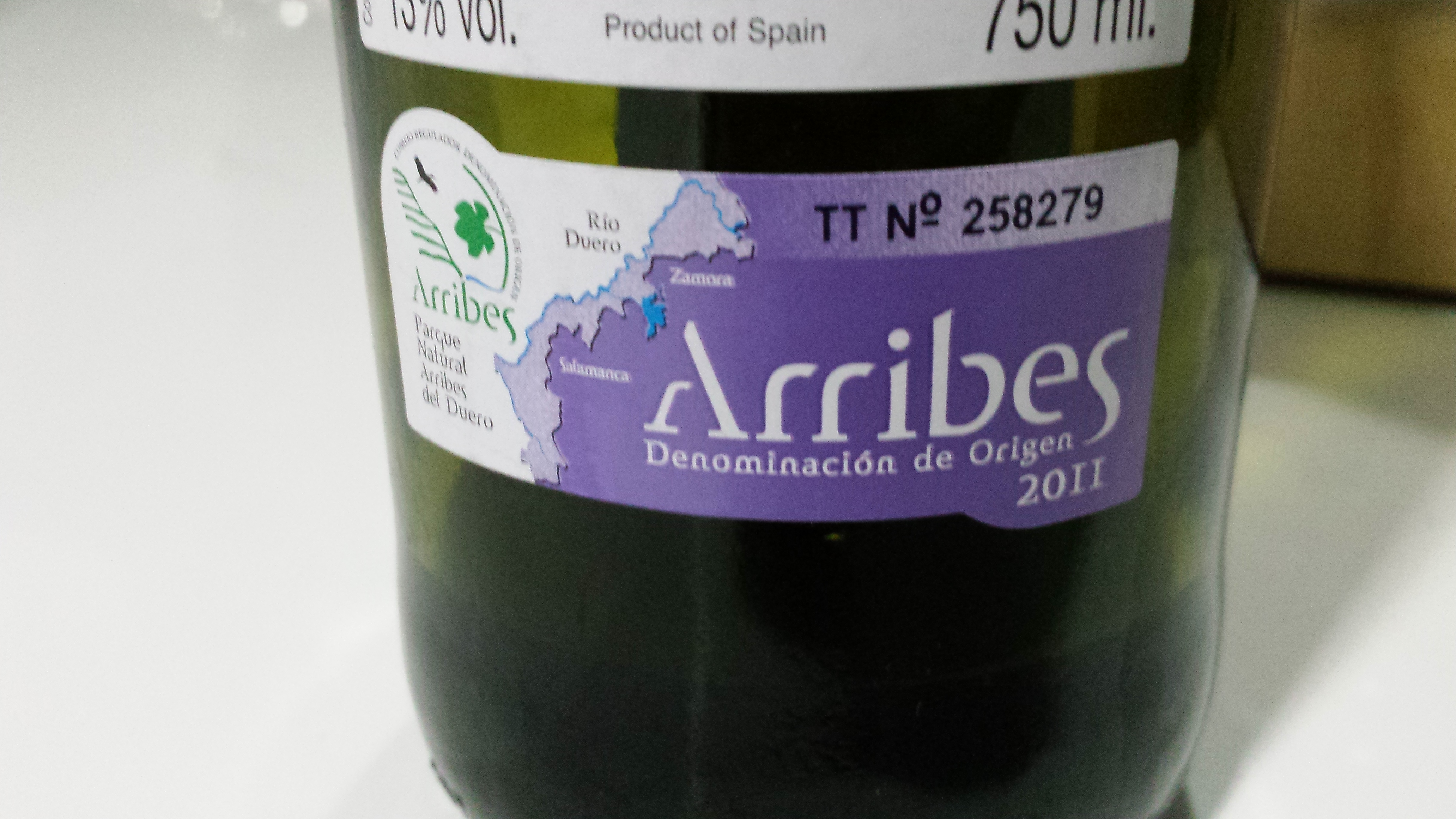
Etikett einer Flasche mit der Herkunftsbezeichnung

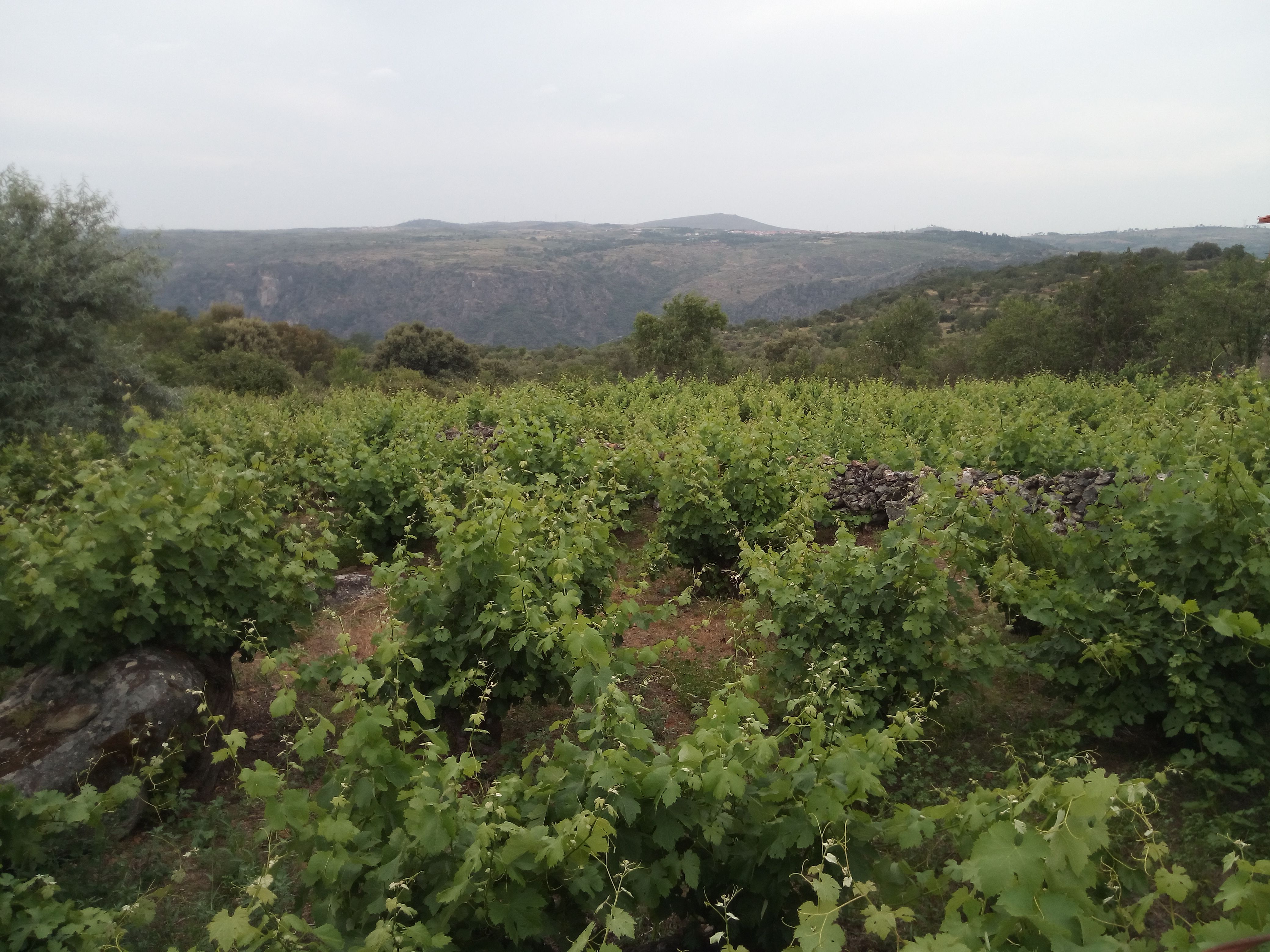
Reben in Arribes

Arribes ist ein Weinbaugebiet mit Denominación de Origen (kurz D.O., spanisch für Herkunftsbezeichung) im Nordwesten Spaniens an der Grenze zu Portugal. Es erstreckt sich länglich entlang des Grenzflusses Duero im Nordwesten der Provinz Salamanca beziehungsweise im Südwesten des Provinz Zamora und liegt im Naturpark Arribes del Duero.
Wie alle spanischen Weinbaugebiete mit Denominación de Origen ist es auf europäischer Ebene mit einer geschützten Ursprungsbezeichnung (kurz g.U.; spanisch Denominación de Origen Protegida, kurz DOP) versehen. Ab 1998 hatte es die Klassifizierung eines Landweins (spanisch Vino de la Tierra, kurz VdlT), bevor es 2007 zu einer Denominación de Origen hochgestuft wurde.

## Lage
Das Weinbaugebiet umfasst die Gemeinden Ahigal de los Aceiteros, Aldeadávila de la Ribera, Corporario, La Fregeneda, Hinojosa de Duero, Lumbrales, Masueco, Mieza, La Peña, Pereña de la Ribera, Puerto Seguro, La Redonda, San Felices de los Gallegos, Saucelle, Sobradillo, Valdenoguera, Vilvestre, Villar de la Yegua, Villar del Ciervo und Villarino de los Aires in der Provinz Salamanca sowie die Gemeinden Abelón, Argañin, Badilla, Carbajosa de Alba, Castro de Alcañices, Cibanal, Cozcurrita, Fariza, Fermoselle, Formariz, Fornillos de Fermoselle, Gamones, Luelmo, Mámoles, Monumenta, Moral de Sayago, Moralina, Pinilla de Fermoselle, Pino, Salto de Castro, Santa Eulalia, Torregamones, Villadepera, Villalcampo, Villardiegua de la Ribera, Teile von Almaraz de Duero und Teile von Muelas del Pan in der Provinz Zamora.
Mit nur 291 Hektar Rebfläche ist Arribes eines der kleineren Weinbaugebiete Spaniens.

## Weine
Im Weinbaugebiet Arribes dürfen Weißweine, Roséweine und Rotweine hergestellt werden. Diese müssen mindestens 11 Volumenprozent Alkohol aufweisen sowie einen Säuregehalt von mindestens 4 g/l und einen Restzuckergehalt von maximal 9 g/l.
Bei den weißen Rebsorten sind Malvasía Castellana (Synonym Doña Blanca), Verdejo, Albillo Real, Albillo Mayor und Puesta en Cruz zugelassen; bei den roten Rebsorten sind es Juan García, Rufete, Tempranillo, Garnacha Tinta, Mencía, Bruñal (Synonym Albarín Tinto), Syrah, Bastardillo Chico, Tinta Jeromo, Mandón und Gajo Arroba.
Etwa 92 Prozent des verkauften Weins aus Arribes machten in der Saison 2020/2021 Rotweine aus, den Rest hauptsächlich Weißweine.